# Оук-Гроув (округ Пірс, Вісконсин)
Оук-Гроув (англ. Oak Grove) — місто (англ. town) в США, в окрузі Пієрс штату Вісконсин. Населення — 2361 особа (2020).

## Демографія
Згідно з переписом 2010 року, у місті мешкало 2150 осіб у 722 домогосподарствах у складі 610 родин. Було 761 помешкання
Расовий склад населення:
| - 97,7 % — білих - 0,6 % — азіатів - 0,2 % — корінних американців - 0,1 % — чорних або афроамериканців |

До двох чи більше рас належало 0,7 %. Частка іспаномовних становила 1,6 % від усіх жителів.
За віковим діапазоном населення розподілялося таким чином: 29,9 % — особи молодші 18 років, 62,4 % — особи у віці 18—64 років, 7,7 % — особи у віці 65 років та старші. Медіана віку мешканця становила 39,6 року. На 100 осіб жіночої статі у місті припадало 108,5 чоловіків;  на 100 жінок у віці від 18 років та старших — 107,3 чоловіків також старших 18 років.
Середній дохід на одне домашнє господарство  становив 120 967 доларів США (медіана — 106 307), а середній дохід на одну сім'ю — 129 550 доларів (медіана — 111 307). Медіана доходів становила 74 185 доларів для чоловіків та 51 838 доларів для жінок. За межею бідності перебувало 4,4 % осіб, у тому числі 3,6 % дітей у віці до 18 років та 5,5 % осіб у віці 65 років та старших.
Цивільне працевлаштоване населення становило 1241 особа. Основні галузі зайнятості: виробництво — 24,1 %, освіта, охорона здоров'я та соціальна допомога — 21,4 %, науковці, спеціалісти, менеджери — 7,9 %, будівництво — 7,7 %.